# سارة جريلو
سارة غريلو (ولدت تقريباً في عام 1919) هي رسامة أرجنتينية اشتهرت بلوحاتها الإيمائية التجريدية. كانت متزوجة من الفنان خوسيه أنطونيو فرنانديز مورو، وعاشت في بوينس آيرس وباريس ونيويورك ومدريد.
تعتبر واحدة من أهم فناني أمريكا اللاتينية في القرن العشرين.

## الحياة المهنية
بدأت سارة جريلو حياتها المهنية كفنانة عصامية. وفي عام 1944، بدأت دراستها في استوديو الفنان الكاتالوني فيسنتي بويج. وهناك التقت بزوجها الفنان خوسيه أنطونيو فرنانديز مورو.
في عام 1949، قامت بفتح معرضها الفردي الأول في مدينة مدريد، والذي تميز بكونه مزيجًا من التصوير والتكعيب.
خلال هذه الفترة، أصبحت لوحاتها أكثر تجريدية. وفي عام 1952، انضمت إلى مجموعة Artistas Modernos de la Argentina (فنانين معاصرين من الأرجتنين)، تحت إشراف Aldo Pellegrini (ألدو بيلليجريني).
المجموعة المكونة من فنانين مثل إينو إيومي وألفريدو هليتو وتوماس مالدونادو وليدي براتي وخوسيه أنطونيو فرنانديز مورو، من بين آخرين، تم تقديمها في معارض في متحف ستيديليك في أمستردام ومتحف الفن الحديث، ريو دي جانيرو حتى تم تحللها في عام 1954.
بعد تفكك المجموعة، انتقلت سارة غريلو إلى باريس. خلال هذه الفترة، والتي تتراوح بين عامي 1957 و 1961، أصبح عملها أكثر غنائية.
في عام 1962، حصلت على زمالة غوغنهايم. شكلت هذه الجائزة نقطة تحول في حياتها المهنية وانتقلت إلى نيويورك. منذ ذلك الحين، حررت نفسها تدريجياً من التجريد الهندسي وطوّرت لغة تشكيلية جديدة. جمعت أعمالها الإيمائية الأسطح الملونة، والقطرات، والإشارات الرقمية والنصية، والكتابة على الجدران.
في عام 1970، غادرت الفنانة إلى جنوب إسبانيا، حيث بقيت حتى عام 1979 مع عائلتها هناك. من عام 1980 تناوبت على إقامتها بين كل من باريس ومدريد، حيث انتقلت بشكل نهائي للعيش مع زوجها في عام 1985، حتى وفاتها في عام 2007.
عرضت سارة غريلو أعمالها في العديد من المعارض الفنية والمؤسسات في الولايات المتحدة وأمريكا اللاتينية وأوروبا. وتشمل: المتحف الوطني للفنون الجميلة في بوينس آيرس. متحف بيلاس أرتيس، كاراكاس؛ معهد الفن المعاصر، ليما؛ متحف Solomon R. Guggenheim، نيويورك؛ مؤسسة Cisneros Fontanals Art Foundation (CIFO)، ميامي؛ متحف الفن للأمريكتين، واشنطن العاصمة؛ مجموعة نيلسون روكفلر، نيويورك؛ متحف بلانتون للفنون، أوستن؛ متحف ستيديليك بأمستردام؛ المتحف الأسباني للفن المعاصر، مدريد؛ و Museo Nacional Centro de Arte Reina Sofía، مدريد، من بين آخرين.

## المعارض الرئيسية
- 2018:
  - جاليري ليلونج وشركاه ، باريس - فرنسا [6]
  - إسبانيا (بالإسبانية: Museo de Arte Contemporaneo de Alicante (MACA))
- 2017:
  - متحف الفن الحديث (MoMA) ، مدينة نيويورك - الولايات المتحدة الأمريكية
  - Museo de Arte Contemporaneo Latinoamericano (MACLA) ، لا بلاتا - الأرجنتين
- 2016: غاليري خورخي مارا لا روش ، بوينس آيرس - الأرجنتين
- 2015:
  - غاليري خورخي مارا لا روش ، بوينس آيرس - الأرجنتين
  - Museo de Arte Contemporaneo Latinoamericano (MACLA) ، لا بلاتا - الأرجنتين
- 2014:
  - جاليريا جاك مارتينيز ، بوينس آيرس - الأرجنتين
  - غاليري خورخي مارا لا روش ، بوينس آيرس - الأرجنتين
  - Museo de Arte Contemporaneo Latinoamericano (MACLA) ، لا بلاتا - الأرجنتين
- 2012: متحف الفن الأمريكيتين (AMA) ، واشنطن - الولايات المتحدة الأمريكية
- 2010: Fundación PROA ، بوينس آيرس - الأرجنتين
- 2007:
  - مؤسسة لويس سيوان ، لاكوروني - إسبانيا
  - غاليري خورخي مارا لا روش ، بوينس آيرس - الأرجنتين
- 2006:
  - متحف الفن الأمريكيتين (AMA) ، واشنطن - الولايات المتحدة الأمريكية
  - Museo de Arte Contemporaneo Latinoamericano (MACLA) ، لا بلاتا - الأرجنتين
- 2005: متحف جينارو بيريز ، قرطبة - أسبانيا
- 2001: متحف بلانتون للفنون ، أوستن - الولايات المتحدة الأمريكية
- 1995: متحف Phoenix At - الولايات المتحدة الأمريكية
- 1994: متحف ميلووكي للفنون - الولايات المتحدة الأمريكية
- 1978: متحف سان فرانسيسكو للفن الحديث - الولايات المتحدة الأمريكية
- 1963: غاليري بول بيانشيني نيويورك - الولايات المتحدة الأمريكية
- 1958: جاليريا بونينو ، بوينس آيرس - الأرجنتين

## البيناليات
- 1956 : بينالي البندقية
- 1953 : بينالي متحف ساو باولو للفن الحديث الثاني - ساو باولو - البرازيل
- 1951 : بينالي متحف ساو باولو للفن الحديث الأول - ساو باولو - البرازيل

## المجموعات
- Museo de Arte Contemporaneo Latinoamericano (MACLA)، لا بلاتا - الأرجنتين
- متحف ناسيونال سينترو دي آرتي رينا صوفيا.[7]

## روابط خارجية
- O الموقع الرسمي
- Sarah Grilo.com